# New York City Marathon 2000
De New York City Marathon 2000 werd gelopen op zondag 5 november 2000. Het was de 31e editie van deze marathon.
De Marokkaan Abdelkader El Mouaziz kwam bij de mannen als eerste over de finishlijn in 2:10.09. De Russische Ljoedmila Petrova was de sterkste bij de vrouwen in 2:25.45.
In totaal finishten 29373 marathonlopers de wedstrijd, waarvan 21041 mannen en 8332 vrouwen.

## Uitslagen

### Mannen
| rang   | naam                  | land | tijd    |
| ------ | --------------------- | ---- | ------- |
| Goud   | Abdelkader El Mouaziz | MAR  | 2:10.09 |
| Zilver | Japhet Kosgei         | KEN  | 2:12.30 |
| Brons  | Shem Kororia          | KEN  | 2:12.33 |
| 4      | Elijah Korir          | KEN  | 2:12.59 |
| 5      | Abraham Assefa        | ETH  | 2:13.16 |
| 6      | Josia Thugwane        | RSA  | 2:15.25 |
| 7      | Yasuaki Yamamoto      | JPN  | 2:15.37 |
| 8      | Simon Bor             | KEN  | 2:16.23 |
| 9      | Mathias Ntawurikura   | RWA  | 2:16.26 |
| 10     | John Kagwe            | KEN  | 2:17.02 |

### Vrouwen
| rang   | naam               | land | tijd    |
| ------ | ------------------ | ---- | ------- |
| Goud   | Ljoedmila Petrova  | RUS  | 2:25.45 |
| Zilver | Franca Fiacconi    | ITA  | 2:26.03 |
| Brons  | Margaret Okayo     | KEN  | 2:26.36 |
| 4      | Hellen Kimutai     | KEN  | 2:26.42 |
| 5      | Florence Barsosio  | KEN  | 2:27.00 |
| 6      | Tegla Loroupe      | KEN  | 2:29.35 |
| 7      | Sun Yingjie        | CHN  | 2:30.13 |
| 8      | Kerryn McCann      | AUS  | 2:30.39 |
| 9      | Esther Kiplagat    | KEN  | 2:30.52 |
| 10     | Yuko Arimori       | JPN  | 2:31.12 |
| 11     | Hellen Kimaiyo     | KEN  | 2:32.11 |
| 12     | Svetlana Zacharova | RUS  | 2:32.35 |

1970 ·
1971 ·
1972 ·
1973 ·
1974 ·
1975 ·
1976 ·
1977 ·
1978 ·
1979 ·
1980 ·
1981 ·
1982 ·
1983 ·
1984 ·
1985 ·
1986 ·
1987 ·
1988 ·
1989 ·
1990 ·
1991 ·
1992 ·
1993 ·
1994 ·
1995 ·
1996 ·
1997 ·
1998 ·
1999 ·
2000 ·
2001 ·
2002 ·
2003 ·
2004 ·
2005 ·
2006 ·
2007 ·
2008 ·
2009 ·
2010 ·
2011 ·
2012 · 
2013 ·
2014 ·
2015 ·
2016 ·
2017 ·
2018 ·
2019 ·
2020 · 
2021 ·
2022 ·
2023 ·
2024